# Klassiska element
Många filosofier och världsbilder har en uppsättning av klassiska element som anses återspegla den enklaste väsentliga delar och principer som allt består av eller på vilket konstitution och grundläggande behörighet någonting grundar sig på. Några uppsättningar är De fyra elementen, De fem elementen (wu xing) eller De fem elementen (Panchabhoota Stalams) i indisk filosofi. 

## De fyra elementen

### Elementens roll i medeltiden och antiken

Antika elementalsymboler. Eld, jord, vatten, luft.

Berömda grekiska filosofer som Empedokles, Anaximenes, Platon, och Pythagoras var några av de som under antiken utvecklade idén om världsalltet som inordnat i fyra eller fem element. Inom många religioner, som till exempel islam, judendomen, taoismen och buddhismen, har de fyra grundelementen jord, luft, eld och vatten spelat en relativt stor roll.
Islams kvadrater, moln, blixtar och vågor, kan direkt jämföras med västerländska jord, luft, eld och vatten, de beståndsdelar som i samma sammanhang numera är mest kända av moderna ockultister och mystiker.
Under antiken var det dock en mycket logisk föreställning att världsalltet utgjordes av runt fem grundelement: efter ett tag fanns på det stora en ganska exakt bild av universum. Berömda grekiska vetenskapsmän utvecklade följande teori: för att till exempel få en sten, behövde man torra, sträva och hårda element. Det fick man genom en "blandning" av bland annat eld och jord. Elementens förhållande till varandra var så genomtänkta att många måste ha funnit dem logiska. Eld stod i starkt förhållande till jord, som ju också var utrustad med eldens värme. Jordens fuktighet stod i förhållande med vattnets väta, och vattnets kyla i förhållande till luften.
Ett femte elements (eter) existens var accepterad ända in på artonhundratalet. Etern var i många kulturer platsen där andarna tänktes samlas efter kropparnas död, och etern var det som omgav jorden, jfr rymden. Senare namngavs även ett äkta ämne efter det femte elementet, eter, en kemikalie som används inom den moderna läkartekniken.
Dessa fem element, eter, eld, luft, vatten och jord, skapade tillsammans alltså en rätt så ingående världsbild. Jorden betecknade kraft och massa, luften makt (jämför även tarot), och elden kunde vara energi, tillsammans med vattnet, som ofta blev en symbol för visdom och liv. Tillsammans utgjorde de världen.

### De fyra elementen inom ockultismen
Eterns existens blev dock aldrig allmänt accepterad under Västeuropas medeltid som ett av världens element. Det är från den här tiden, 1300–1600-talen, som man har funnit flest diagram och avhandlingar över elementens övervägande roll som universums beståndsdelar, samt scheman över deras förhållande till varandra.
Eld, luft, vatten och jord har mycket länge ingått i frimurarnas ceremonier. Lärlingsfrimureriets invigningsriter bygger på deras betydelse inom kosmologin och filosofin, och sedan organisationen grundades har de också utgjort det stora världsalltets länk till människans vardag. Elden var energin, livet, kraften, som sov inne i träden och väcktes till liv av blixten. Jfr liv, livsgnista. Luften var dock ofta betecknat som det högsta elementet: himlens beståndsdel, det gudomliga på jorden, också en symbol för intelligens och ädelhet, snarare än direkt visdom.
Den moderna ockultismen måste, på grund av vetenskapen, förkasta tanken att de fyra elementen utgör världsalltets balans. Eld är ju trots allt inget ämne i sig, men den kemiska reaktionen hos eld, vattnets flyktighet och förmåga att återspegla, luftens livgivande inflytande och jordens trygghet kommer nog alltid att i viss utsträckning fortfarande kunna betecknas som magi. 
Vissa tror även att det finns ett femte element: Ande.[källa behövs]